# Davis Cup 1973
In 1973 werd het toernooi om de Davis Cup  voor de 62e keer gehouden. De Davis Cup is het meest prestigieuze tennistoernooi voor landen dat sinds 1900 elk jaar wordt georganiseerd.
Australië won voor de 23e keer de Davis Cup door in de finale de Verenigde Staten met 5-0 te verslaan.
De deelnemende landen strijden in de verschillende regionale zones tegen elkaar. De winnaar van elke zone plaatst zich voor het interzonaal toernooi. De winnaar van dat toernooi wint de Davis Cup.

## Interzonaal Toernooi
|  | halve finale      | halve finale   |  |           | finale 30 november - 2 december | finale 30 november - 2 december |
|  |                   |                |  |           |                                 |                                 |
|  | 17-19 augustus    |                |  |           |                                 |                                 |
|  | Verenigde Staten  | 4              |  |           |                                 |                                 |
|  | Roemenië          | 1              |  |           |                                 |                                 |
|  |                   |                |  |           | Verenigde Staten                | 0                               |
|  | 16-18 november    | 16-18 november |  | Australië | 5                               |                                 |
|  | Australië         | 4              |  |           |                                 |                                 |
|  | Tsjecho-Slowakije | 1              |  |           |                                 |                                 |

## België
België speelde in het regionale hoofdtoernooi.
| datum      | tegenstander | uitslag | locatie | groep | ronde    | winst/verlies |
| ---------- | ------------ | ------- | ------- | ----- | -------- | ------------- |
| 06-05-1973 | Bulgarije    | 2-3     | uit     | EUR   | 1e ronde | v             |

België werd al in de eerste ronde uitgeschakeld.

## Nederland
Nederland speelde in het regionale hoofdtoernooi.
| datum      | tegenstander | uitslag | locatie | groep | ronde       | winst/verlies |
| ---------- | ------------ | ------- | ------- | ----- | ----------- | ------------- |
| 20-05-1973 | Roemenië     | 2-3     | thuis   | EUR   | kwartfinale | v             |
| 05-05-1973 | Israël       | 4-1     | uit     | EUR   | 1e ronde    | w             |

Nederland bereikte de kwartfinale van de Europese zone.
| niveau 1 | niveau 2 | niveau 3 | niveau 4 | niveau 5 |